# TouchDown Fever II
TouchDown Fever II  est un jeu vidéo de football américain développé et édité par SNK, sorti en 1988 sur borne d'arcade (sur le système Psycho Soldier),,,.

## Série
1. TouchDown Fever (Psycho Soldier, 1987)
2. TouchDown Fever II